# Gwiazdy typu W Virginis
Gwiazdy typu W Virginis – gwiazdy zmienne pulsujące, podobne do cefeid (czasem zwane cefeidami typu II), należące do typów widmowych od F6 do K2.
Podobnie jak u cefeid, u W Virginis obserwowana jest silna zależność między jasnością absolutną a okresem zmienności, jednak przy tym samym okresie gwiazdy typu W Virginis są o około 1,5 wielkości gwiazdowej słabsze niż cefeidy. Jest to związane z niższą masą i metalicznością (zawartością pierwiastków cięższych od helu) u gwiazd typu W Virginis, które należą do tzw. II populacji gwiazd. Gwiazdy typu W Virginis wykazują zmiany jasności w zakresie 0,3 – 1,2 magnitudo z okresem od 0,8 do ok. 30 dni. Wyróżnia się dwa podtypy:
- CWA – o okresie dłuższym niż ok. 8 dni (klasa W Virginis)[3]
- CWB – o okresie krótszym niż ok. 8 dni (klasa BL Herculis)[3]

Ponadto podobne gwiazdy o okresie pulsacji powyżej ok. 30 dni zalicza się do typu RV Tauri.
Problemy z odróżnianiem gwiazd typu W Virginis od cefeid były powodem początkowej znacznej niedokładności wyznaczania wartości stałej Hubble’a metodą świec standardowych. Dopiero w 1942 roku Walter Baade, na podstawie badań cefeid w Galaktyce Andromedy, zaproponował, by obserwowane w tej galaktyce gwiazdy zmienne (cefeidy) zaliczyć do dwóch populacji. W wyniku dalszych badań potwierdzono, że jest uzasadnione uznanie tego typu gwiazd za odrębny od klasycznych cefeid.